# Bálint Szeghalmi
Bálint Szeghalmi (Boedapest, 16 september 1980) is een Hongaars voormalig wielrenner en veldrijder die in 2011 zijn loopbaan afsloot bij Lampre-ISD.
In 2000 en 2001 werd Szeghalmi tweede op het Hongaars kampioenschap veldrijden bij de beloften, in 2002 en 2003 werd hij derde. In 2004 en 2006 eindigde hij bij de elite respectievelijk als tweede en derde. In 2007 werd hij Hongaars kampioen op de weg bij de elite en in 2009 weer tweede bij het veldrijden. In 2010 werd hij tweede op de weg en verrassend tweede op het Hongaarse klimkampioenschap.

## Overwinningen
2007
- 2e etappe Ronde van Pécs
- Hongaars kampioen op de weg, Elite

2009
- 2e etappe Turul Dobrogei

2010
- 2e etappe Tolna Régió Kupa

## Resultaten in voornaamste wedstrijden
| Jaar | Gent-Wevelgem | Ronde van Vlaanderen | Parijs-Roubaix |
| ---- | ------------- | -------------------- | -------------- |
| 2011 | opgave        | opgave               | opgave         |

Bernucci · Caddeo (stagiair) · Carriero · Cavalli · Ciccarese · Dotti · Falzarano · Fanelli · Kvatsjoek · Matvjejev · Mindlin · Perez (1984) · Jesús Perez (1981) · Pryshchepa · Sjtsjebelin · Sinicinas · Spadi · Szeghalmi · Wurf
Balloni ·
Bertagnolli ·
Boets · 
Bole ·
Bono ·     
Cunego ·
Gavazzi ·
Hondo ·
Kasjetsjkin (tot 31/07) ·
Kondroet ·
Kostjoek ·
Kryvtsov ·
Kvatsjoek ·
Loosli ·
Magazzini ·
Malori ·
Marzano ·
Mori ·
Niemiec ·
Pérez ·
Petacchi ·
Pietropolli ·
Righi ·
Scarponi ·
Spezialetti ·
Špilak ·
Szeghalmi ·
Ulissi ·
Graziato (stagiair) ·
Tedeschi (stagiair) ·
Tiozzo (stagiair)